# Trinidad és Tobagó-i labdarúgó-bajnokság (első osztály)
A TT Pro League a Trinidad és Tobagó-i labdarúgó-bajnokságok legfelsőbb osztályának elnevezése. 1999-ben alapították és 8 csapat részvételével zajlik. A bajnok a bajnokok ligájában indulhat.

## A 2012–2013-as bajnokság résztvevői
| Csapatok          |
| ----------------- |
| Caledonia AIA     |
| Central           |
| Defence Force     |
| North East Stars  |
| Police            |
| St. Ann's Rangers |
| T&TEC             |
| W Connection      |

## Az eddigi győztesek
| Szezon  | Győztes           |
| ------- | ----------------- |
| 1999    | Defence Force     |
| 2000    | W Connection      |
| 2001    | W Connection      |
| 2002    | San Juan Jabloteh |
| 2003–04 | San Juan Jabloteh |
| 2004    | North East Stars  |
| 2005    | W Connection      |
| 2006    | Joe Public        |
| 2007    | San Juan Jabloteh |
| 2008    | San Juan Jabloteh |
| 2009    | Joe Public        |
| 2010–11 | Defence Force     |
| 2011–12 | W Connection      |
| 2012–13 | Defence Force     |